# Arvoredo
Arvoredo este un oraș în Santa Catarina (SC), Brazilia. 